# Philautus pleurotaenia
Philautus pleurotaenia är en groddjursart som först beskrevs av George Albert Boulenger 1904.  Philautus pleurotaenia ingår i släktet Philautus och familjen trädgrodor. Inga underarter finns listade i Catalogue of Life.